# Бузок Мейєра
Бузок Мейєра (Syringa meyeri) — вид рослин родини маслинових. 

## Історія
Цей вид бузку був знайдений Френком Мейєром у 1909 році в саду поблизу Пекіна. Вирощується як культурна декоративна рослина, про його існування в дикій природі невідомо. 

## Опис
Невисокий, округлий чагарник, сягає близько 1—2 метри заввишки. Зацвітає у травні-червні ароматними квітами від світло-рожевого до насиченого фіолетового кольору. Привабливий у час цвітіння, утворює компактні чагарники під час вегетації.

## Вирощування
Невибагливий, морозостійкий, світлолюбний вид, проте переносить легку затіненість. Надає перевагу дренованим, вологим, слаболужним, слабокислим ґрунтам. Добре переносить обрізання гілок, зазвичай не потерпає від шкідників. Може розмножуватися насінням, переважно розмножують стебловими та кореневими живцями, рідше щепленнями (професійне культивування).

## Сорт «Палібін»
Сорт «Палібін» є компактним, низькорослим кущем, рясно вкритим суцвіттями. Квіти фіолетові або світло-рожеві, цвітуть навіть молоді рослини. Цей сорт квітне у червні.

## Галерея

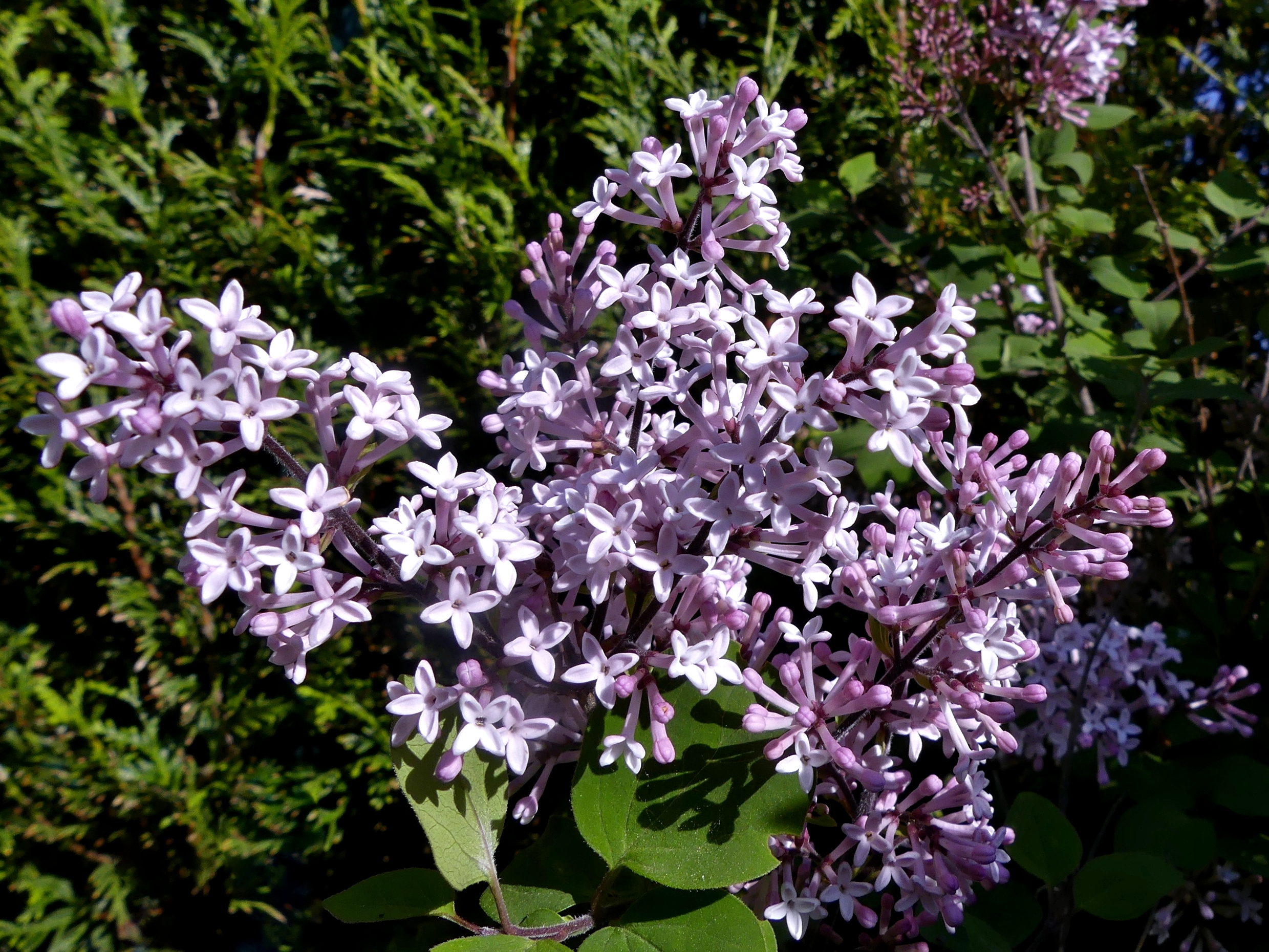
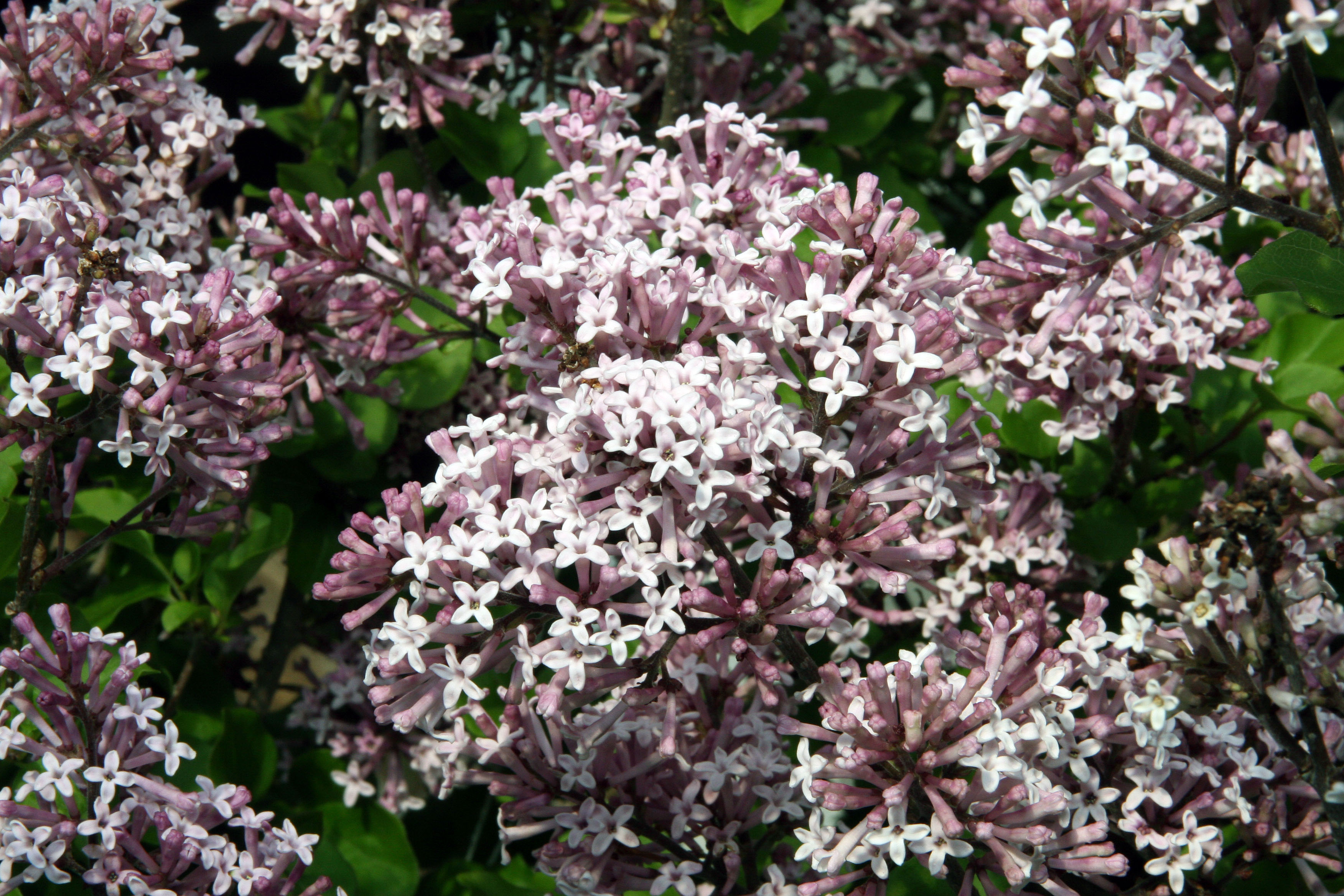
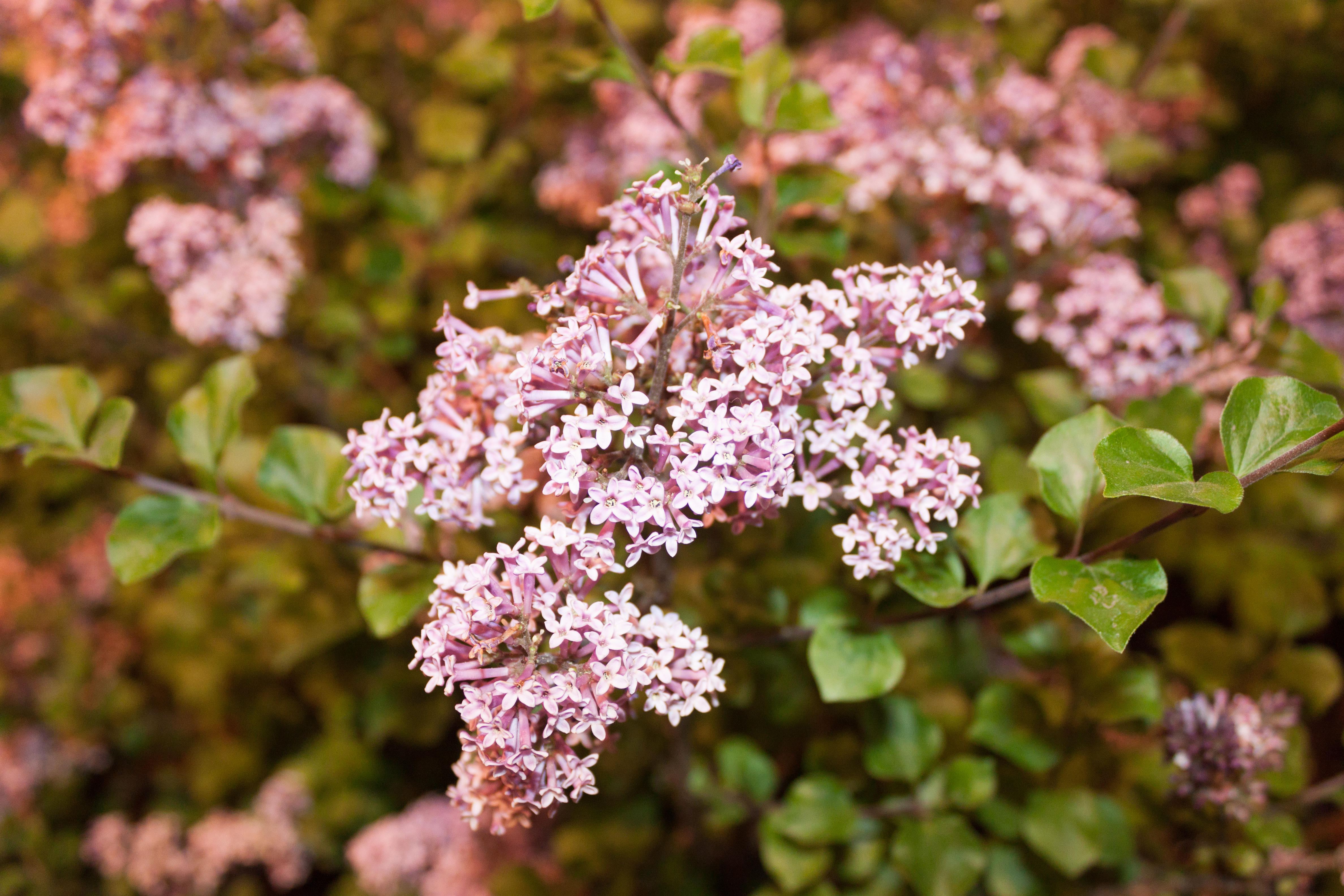
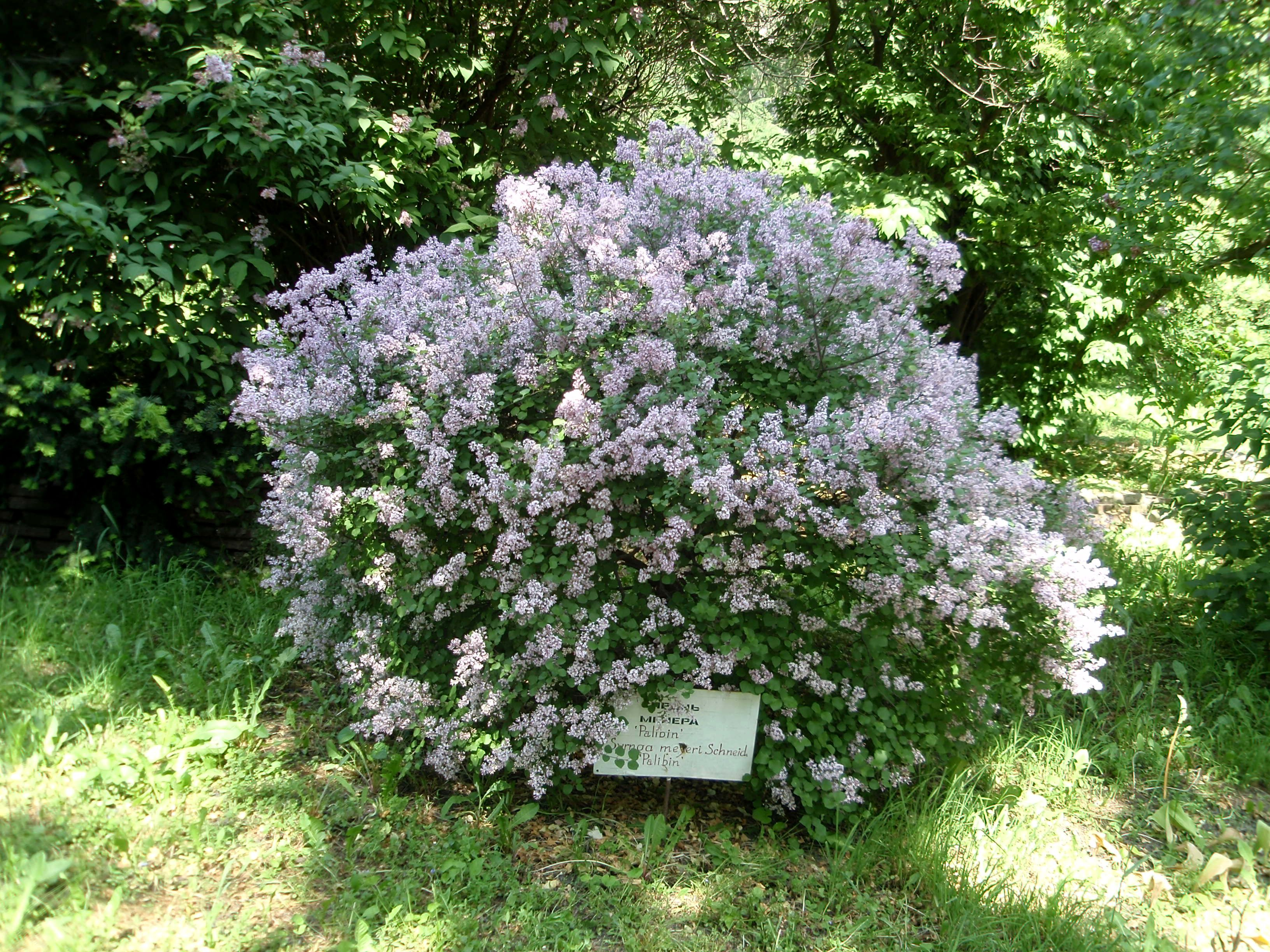
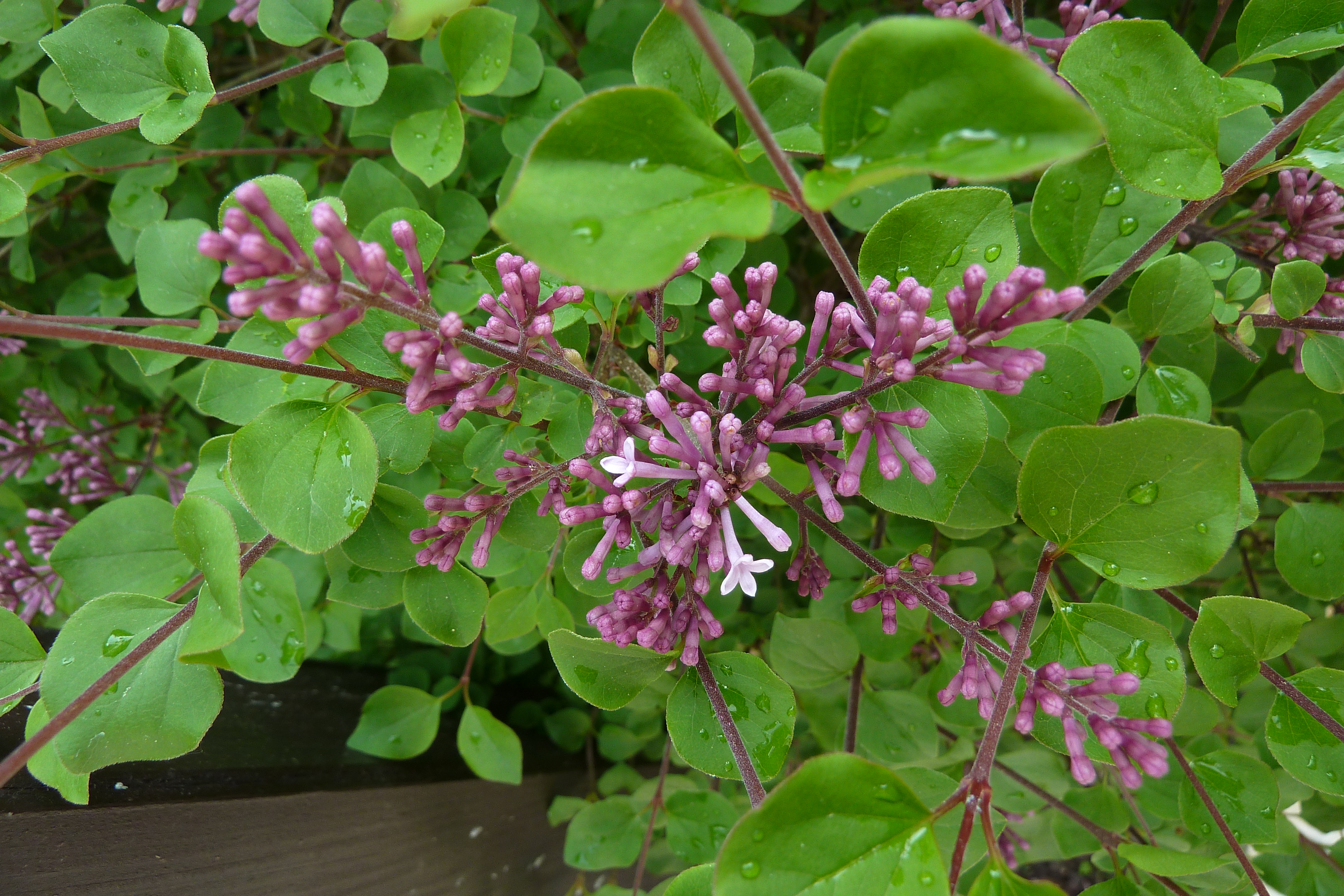
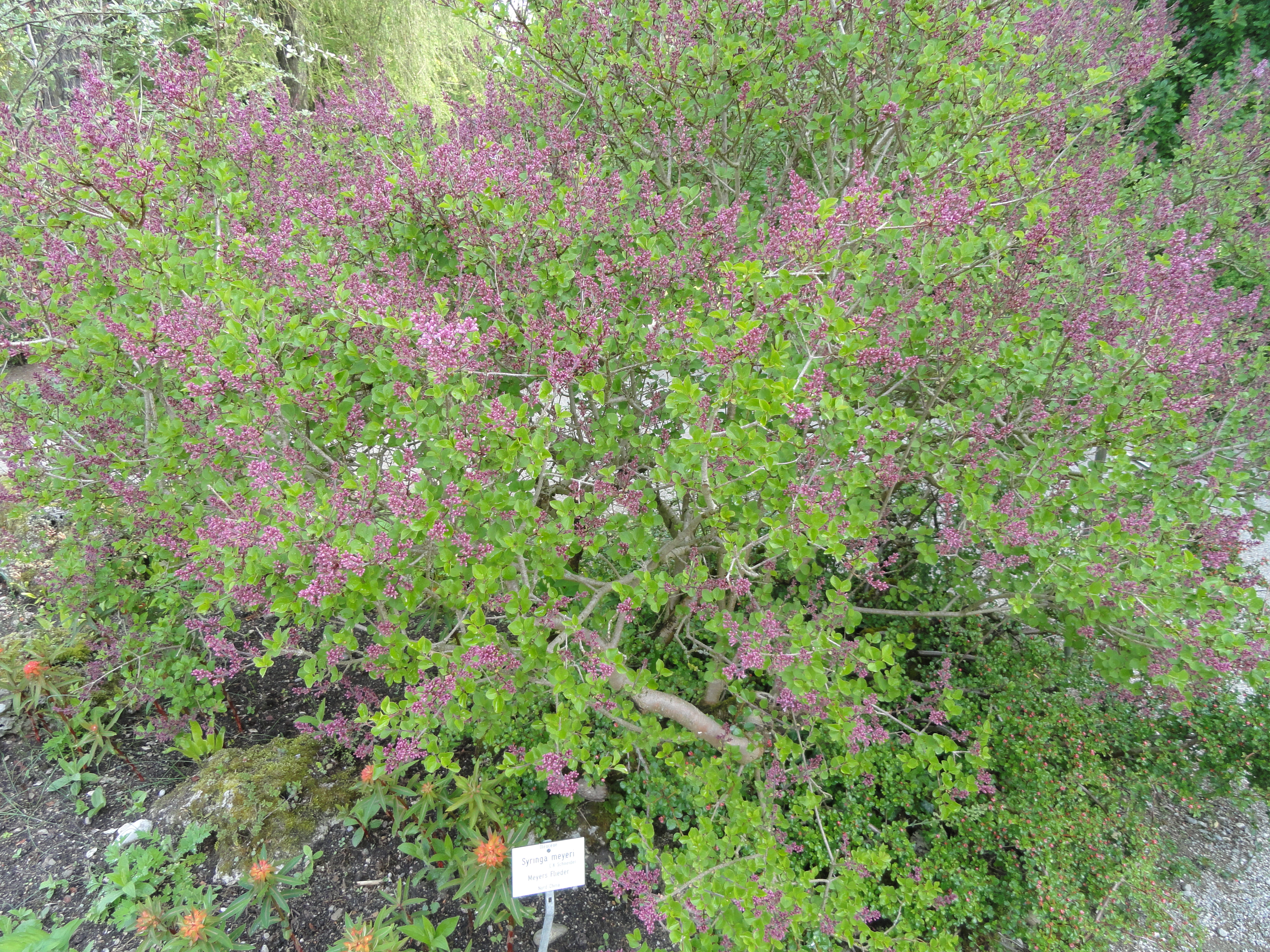